# Look to the Rainbow (альбом Аструд Жилберту)
| Оценки критиков               | Оценки критиков |
| Источник                      | Оценка          |
| ----------------------------- | --------------- |
| AllMusic                      | [ 1 ]           |
| Encyclopedia of Popular Music | [ 2 ]           |

Look to the Rainbow — третий студийный альбом бразильской певицы Аструд Жилберту, выпущенный в апреле 1966 года на лейбле Verve Records.

## Об альбоме
Продюсером альбома выступил Крид Тейлор. Аранжировками всех песен занимался Гил Эванс, за исключением «Learn to Live Alone» и «Pretty Place», которые были аранжированы Элом Коном. 

## Отзывы критиков
Альбом получил положительные отзывы критиков, которые отметили аранжировки и вокальные данные исполнительницы. В обзоре журнала Record World написали: «Духовой инструмент, известный как Аструд Жилберту, исполняет несколько мелодий в своём фирменном дрожащем босса-стиле». В справочнике Jazz: The Rough Guide отметили, что голос Жилберту не соответствует характерным текстурам Эванса.

## Список композиций
| №  | Название                 | Автор(ы)                                               | Длительность |
| -- | ------------------------ | ------------------------------------------------------ | ------------ |
| 1. | «Berimbau»               | Рэй Гилберт, Баден Пауэлл, Винисиус ди Морайс          | 2:31         |
| 2. | «Once Upon a Summertime» | Джонни Мерсер, Мишель Легран, Эдди Барклай, Эдди Марне | 2:30         |
| 3. | «Felicidade»             | Антониу Карлос Жобин                                   | 2:41         |
| 4. | «I Will Wait for You»    | Мишель Легран, Норман Гимбел                           | 4:42         |
| 5. | «Frevo»                  | Антониу Карлос Жобин                                   | 2:20         |

| №  | Название                                             | Автор(ы)                   | Длительность |
| -- | ---------------------------------------------------- | -------------------------- | ------------ |
| 1. | «Maria Quiet»                                        | Мария Мойте                | 1:50         |
| 2. | «Look to the Rainbow»                                | Бертон Лэйн, Йип Харберг   | 3:20         |
| 3. | «Bim Bom»                                            | Жуан Жилберту              | 1:50         |
| 4. | «Lugar Bonito»                                       | Карлос Лира, Норман Гимбел | 3:15         |
| 5. | «Eu Preciso Aprender a Ser só (Learn to Live Alone)» | Маркос Валле, Рэй Гилберт  | 3:15         |
| 6. | «She’s a Carioca»                                    | Антониу Карлос Жобин       | 2:22         |

## Чарты
| Чарт (1966)                     | Высшая позиция |
| ------------------------------- | -------------- |
| США (Cash Box Top 100 Albums)   | 120            |
| США (Record World Top 100 LP’s) | 108            |